# 127 Hours
127 Hours is een biografische avonturenfilm uit 2010, geproduceerd, deels geschreven en geregisseerd door Danny Boyle. De film heeft James Franco in de hoofdrol als bergbeklimmer Aron Ralston, een klimmer wiens hand geplet wordt tussen een grote steen en een rotswand.

## Verhaal
Aron Ralston is een klimmer en hij houdt van de buitenwereld. Wanneer hij naar de Blue John Canyon in Utah vertrekt, vertelt hij niemand waar hij naartoe gaat. Hij ontmoet daar twee meisjes, Megan en Kristi, die hij helpt om de weg te vinden. Dan neemt hij afscheid en gaat verder met zijn avontuur.
Wanneer hij Blue John bereikt, daalt hij af in een smalle spleet. Als hij een grote steen vastpakt om steun te vinden, komt deze los en Aron en het rotsblok vallen naar beneden. Hierbij wordt Arons rechterhand door de steen klemgezet tussen de smalle rotswanden.
Hij probeert van alles om de steen te verschuiven maar dat lukt niet. Met zijn zakmes kapt hij in de rand van het rotsblok maar dit haalt niet veel uit. Aron heeft een beperkte watervoorraad en hij is dan ook zo zuinig mogelijk. Hij denkt aan vroeger, aan zijn ouders, en hij heeft spijt dat hij hen nooit belde. Hij denkt ook aan zijn vorige liefde en hij heeft spijt van de manier waarop hij haar heeft laten gaan.
's Avonds denkt hij aan het feestje waar hij op dit moment zou zijn en het drinken en het eten dat hij daar zou hebben. De volgende dag probeert hij met zijn klimtouwen de steen te verschuiven wat ook al niet werkt. Hij heeft nog minder water.
Hij maakt video's met afscheidsboodschappen voor zijn ouders en graveert zijn naam en geboortedatum in de muur en ook datum van overlijden.
De volgende dag ziet hij een jongen op de bank zitten en hij ziet zichzelf met de jongen spelen. Hij raakt ervan overtuigd dat hij wil blijven leven om later te trouwen en kinderen te krijgen.
Dat geeft hem weer energie en hij besluit zijn eigen arm te breken en de spieren door te snijden.
Als hij vrij is, moet hij nog kilometers lopen om terug te komen bij zijn auto. Als hij bijna niet meer verder kan ziet hij een gezin. Hij roept naar hen om hulp en ze komen aangerend en geven hem water. Zes uur nadat hij zijn arm heeft afgesneden komt de helikopter. Drie jaar later ontmoette hij zijn vrouw en in februari 2010 kreeg hij zijn zoontje Leo.
Hij blijft nog altijd klimmen en gaat verder met zijn leven.

## Acteurs
- James Franco als Aron Ralston.[2]
- Amber Tamblyn en Kate Mara als Megan McBride en Kristi Moore, twee wandelaars die Ralston voor het ongeluk ontmoette.[2]
- Clémence Poésy als Rana, Ralstons vriendin.[2]
- Lizzy Caplan als Sonja Ralston, Ralstons zus.[3]
- Treat Williams als Larry Ralston, Ralstons vader.[2]
- Kate Burton als Donna Ralston, Ralstons moeder.[2]